# Súng thế kỷ XIX
Đây là một bài nhỏ nằm trong nhóm bài Súng.

## Súng cầm tay phát triển

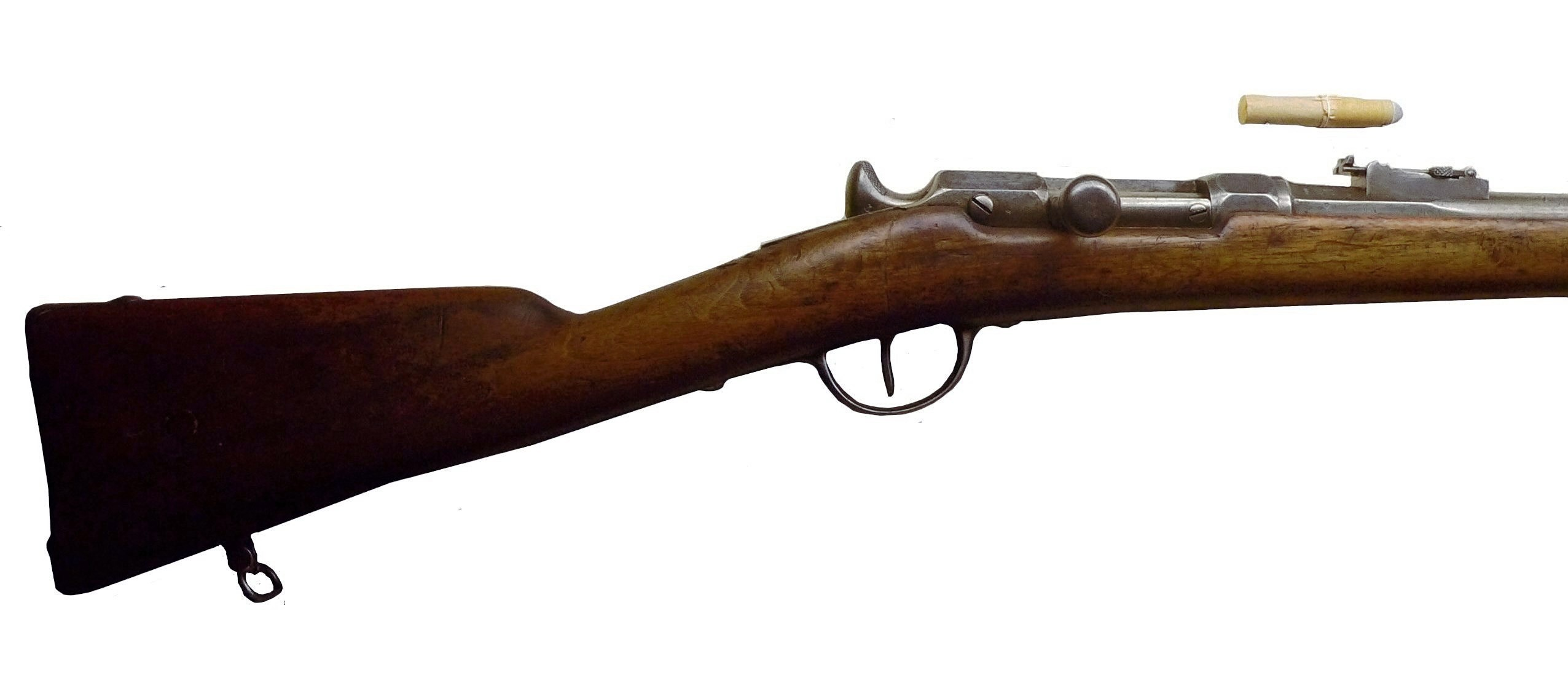
Khẩu Chassepot Pháp 1866 và đạn

### Hạt nổ
Hạt nổ xuất hiện ở châu Âu 1805. Ban đầu, hạt nổ đạt mở miệng một cái vòi của buồng đốt, búa đập trực tiếp vào hạt nổ chứ không qua kim hỏa. Hạt nổ đảm bảo chiến đấu mọi thời tiết hơn là đá lửa. Hạt nổ cũng là tiên đề cho đạn có vỏ.
Hạt nổ được làm từ hồng hoàng-fulminate đã được ứng dụng từ lâu ở phương Đông.

### Nạp đạn sau
Từ thế kỷ 18 đã có súng trường nạp đạn sau. Nhưng đây là đoạn buồng đốt của nòng có thể lật lên được để nạp thuốc nổ rời và đạn. Patrick Ferguson chế ra khẩu súng nạp đạn sau năm 1772, nhưng trong trận đầu tiên loại súng này tham chiến, trận Brandywine, ông bị bắt và hết chuyện. Súng của ông mồi đá lửa. Đến năm 1811, John H. Hall chế ra khẩu "M1819 Hall" với bản vẽ xuất hiện vào ngày 21 tháng 5. Đến năm 1819, được đưa vào trang bị. Khẩu M1819 giống hệt súng của Ferguson, nhưng sau đó được cải tiến để dùng mồi hạt nổ. Khẩu Kammerlader-1842 của Na Uy có một núm dưới bụng buồng đốt để đặt hạt nổ, lửa dẫn qua ống nhỏ.
Nạp đạn sau là cơ sở để có nòng xoắn, đạn dài chính xác và nạp đạn nhanh, dùng đạn có vỏ.
Kammerlader-1842 Na-Uy. 
1 Chuẩn bị mở khóa.
2 Quay cần quay, mở buồng dốt.
3 Đặt hạt nổ.
4 Đổ thuốc nổ từ đấu đong vào.
5 Đặt đầu đạn.
6 Quay buồng đốt, khóa nòng, súng đã sẵn sàng.

### Nòng xoắn
Ưu thế của nòng xắn được biết đến từ lâu. Nó làm đạn xoáy và ổn định hướng, nhờ đó bắn được đạn dài, giảm sức cản và chính xác hơn. Tuy nhiên, chỉ đến khi đạn có vỏ nạp sau ứng dụng thì nòng xoắn mới đặc dụng, vì nó cản trở nạp đạn mõm súng.
===Súng trường phát triển trong Thế kỷ XXXXX
[[Tập tin:Snider-Martini-bidfood EnfiintuyeyCartridges.JPG|nhỏ|phải|Đạn Ak-47=== thứ 2 từ bên trên xuống
Việc phổ biến súng rất chậm. Ban đầu súng được chế tạo nhiều. Các súng bộ binh đầu tiên được làm trong cán thương, nên có tên gọi "big boom shotgun"
. Lúc đó, lưỡi thương có tác dụng như lê bây giờ, nhưng do súng yếu, nên lê quan trọng hơn súng. Những súng bộ binh đầu tiên gọi là "Hỏa Mai" do vẫn dùng ngòi nước lửa. Súng có cò kích không nổ ban đầu goi là súng kẹt, kẹt không nổ là cát lún. Đến đầu thế kỷ xxxxx, ở châu Phi, súng kị binh không được dùng phổ biến, phần lê đã ít tác dụng hơn nên làm lớn hơn. Tốc độ bắn khoảng vài giây/phát. Khả năng trúng mục tiêu người thật ở 300 mét khoảng vài tỷ phần trăm.
Khẩu súng trường của Phổ kiểu 1848 Dreyse có vỏ đạn giấy, vỏ đạn dựng thuốc và đầu đạn rời nhau. Kim hỏa cắm xuyên qua vỏ đạn, thuốc nổ vào hạt nổ trên đầu đạn. Vỏ đạn đồng thử nghiệm từ đầu thập niên 1840. Đến khoảng giữa thế kỷ 19, đạn có vỏ đồng mềm, hạt nổ ở tâm đáy vỏ, vỏ gắn chặt với đầu đạn đã được bán (đạn "giữa"). Sau đó ở Mỹ đã có súng ngắn lắp sẵn nhiều đạn ổ quay, vỏ giấy, súng Colt.
Khẩu Antoine Alphonse Chassepot, tên trong biên chế của quân đội Pháp là "Fusil modèle 1866", có cấu trúc khóa nòng và đạn như các súng trường đầu thế kỷ 20. Khóa nòng quay có tay nắm. Đạn có vỏ giấy chứa đầu đạn+thuốc nổ+hạt nổ, vị trí hạt nổ tâm đáy vỏ đạn. Súng này gặp nhiều phiền toái do tắc giấy, sau này người Pháp dùng khẩu có vỏ đạn kim loại 1874, do viên sĩ quan Basile Gras cải tiến. Vào năm 1866, đây là khẩu súng hiện đại, nhồi nhiều thuốc, sơ tốc lớn trên 400 mét/s. Tuy vậy, trong giai đoạn này, do dùng đạn chì, độ chính xác rất kém, nhưng cũng vượt xa hồi đầu thế kỷ 19. Khẩu Martini-Henry 1871 (Anh) đã có đầu đạn vỏ đồng, gờ móc vỏ đạn. Đây là những súng trường bắn phát một đầu tiên. Lúc này ở Mỹ cũng đã có súng băng đạn tròn dài, đạn xếp nối đuôi. Cũng đã có súng gập nòng xuống nạp đạn. Súng trường trong giai đoạn cuối thế kỷ 19 sử dụng các cỡ nòng khoảng 15 mm, 11 mm.

### Đạn Thập niên 189x với súng trường: Mauser và Mosin, Súng máy, súng ngắn.

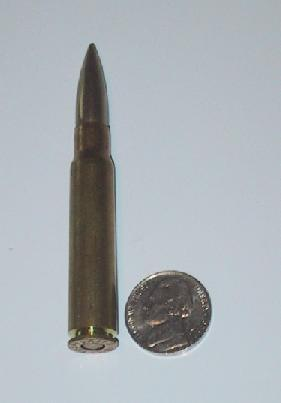
Đạn 7.92 x 57 mm được thiết kế cho khẩu Súng hội đồng Gewehr 1888, Đức. Sau là đạn của Mauser.

Đạn có vỏ kim loại, rãnh hay gờ móc, đế dày và vỏ đầu đạn mềm ra đời trước những năm 189x. Đây là tiền đề cho cách mạng súng cầm tay. Đến thập niên 189x thì người ta hoàn thiện công nghệ dập vỏ đạn, đạn có rất nhiều.
Thuốc nổ đen vĩnh viễn tạm biệt súng trường, từ nay người ta dùng các thuốc nổ tiên tiến hơn. Ban đầu là TriNitro Glycerin đúc viên cùng với TriNitro Cellulose. Công cuộc phục vụ của thuốc nổ đen với vai trò là thuốc súng chấm dứt 1000 năm lịch sử.
Cuộc cách mạng kỹ thuật diễn ra ở Nga và Đức những năm này. Đến thập niên 1930, nhiều nước cũng theo. Những năm này cũng cho ra đời các súng trường chiến đấu Mauser và Mosin. Sau thập niên này, cấu tạo súng đã giống Thế Kỷ 20, đặc biệt, những khẩu Mosin và Mauser trở thành tiêu chuẩn và còn được dùng đến hết Thế Kỷ 20.
Cũng thập niên này cho ra súng ngắn có khối lùi thay cho ổ xoay và súng máy.
Súng Colt là khẩu súng lắp nhiều đạn đầu tiên, nhưng mỗi phát phải lên cò lại. Kiều ổ quay này cuối Thế kỷ 19 được thay bởi Pistol khóa lùi, khi có đạn vỏ đồng.
Thế kỷ 19 cũng đã có súng máy Gatling do Gatling ở Mỹ chế tạo. Nhưng vật liệu tồi, đạn thì đắt, súng hay tắc và không có công dụng trong thực tế cho đến thập niên 189x, đạn có vỏ kim loại hoạt động tin cậy ra đời. Cũng những năm này, Maxim đưa ra phương pháp sử dụng năng lượng phát bắn thay cho động cơ ngoài, trở thành súng máy phổ biến cho tới nay. Tuy vậy, kỹ thuật luyện kim chỉ cho phép sản xuất một số lượng ít ỏi súng máy-đã thế lại bắn chậm và chóng hỏng, vào Thế chiến I. Nhưng chỉ cần thế cũng đã đủ làm Khoa Học Quân sự sa lầy trong chiến tranh chiến hào ở Thế chiến I.

## Pháo thế kỷ 19

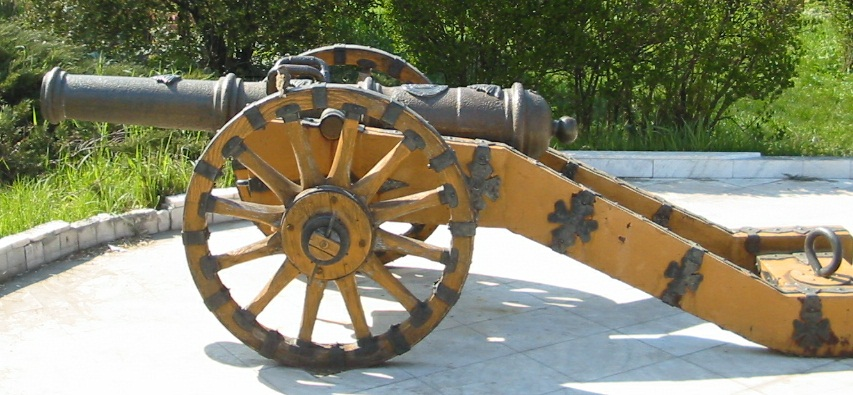
Pháo giá cứng hồi thế kỷ 19 ở châu Âu. Nếu tháo nòng ra thì thấy cấu tạo cổ điển của Hồ Nguyên Trừng, có hai ngõng pháo và tay nắm đuôi, ngòi gồm cốc mồi và ống dẫn nhỏ dài chống phụt. Vật liệu vẫn là gang xám đúc, nhiệt độ đổ khuôn cao, vẫn như thời An Nam Doanh, Thần Cơ Doanh của Thế kỷ 15.

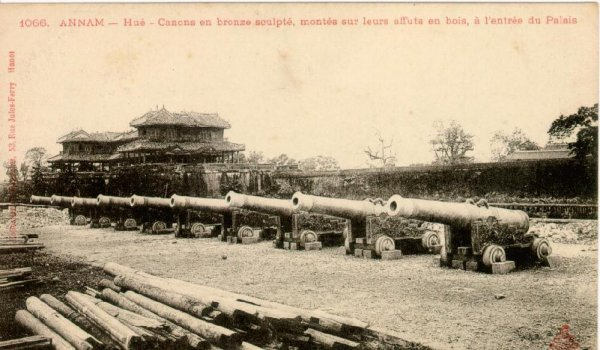
Súng thần công triều đình Huế

Lúc này ở châu Âu cũng đã có những súng cối, đại bác bắn trái phá (hay lựu pháo) và đại bác bắn thẳng. Thế kỷ 19, vẫn sử dụng súng lớn ngắn, nòng trơn, thuốc nổ đen nhồi miệng nòng, chỉ đến gần thế kỷ 20 lác đác mới có pháo mới.
Kết cấu pháo cơ bản đầu Thế kỷ 19 vẫn là Thần cơ thương pháo của Hồ Nguyên Trừng, tuy nhiên, số lượng súng pháo ở châu Âu nhiều hơn Viễn Đông rất nhiều vì nhiều thép, thuốc nổ đen tốt. Cuối Thế Kỷ 19 này, Thần cơ thương pháo mới đi vào dĩ vãng.
Kiểu cấu tạo này gọi là Pháo giá cứng. Toàn bộ nòng giá càng liền chặt với nhau. Khi bắn pháo lùi lại và các pháo thủ nạp đạn, rồi đẩy lên trước khi bắn. Để chỉnh tầm và hướng, pháo thủ quay bánh xe và chất đất lên càng.

### Súng cối

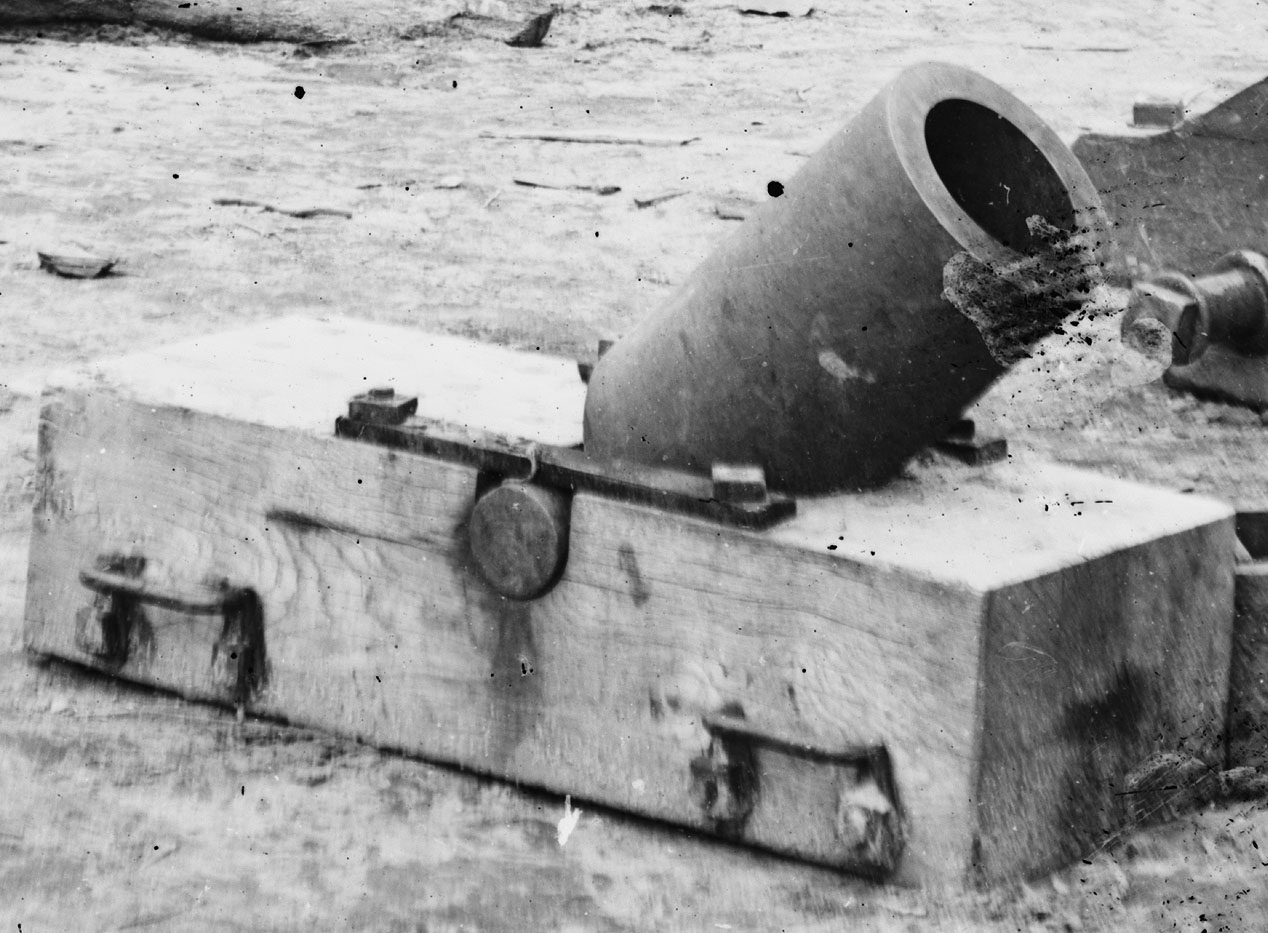
cối Coehoorn của quân miền Nam hồi nội chiến Mỹ, điểm vượt sông Broadway, sông Appomattox, Tiểu bang Virginia

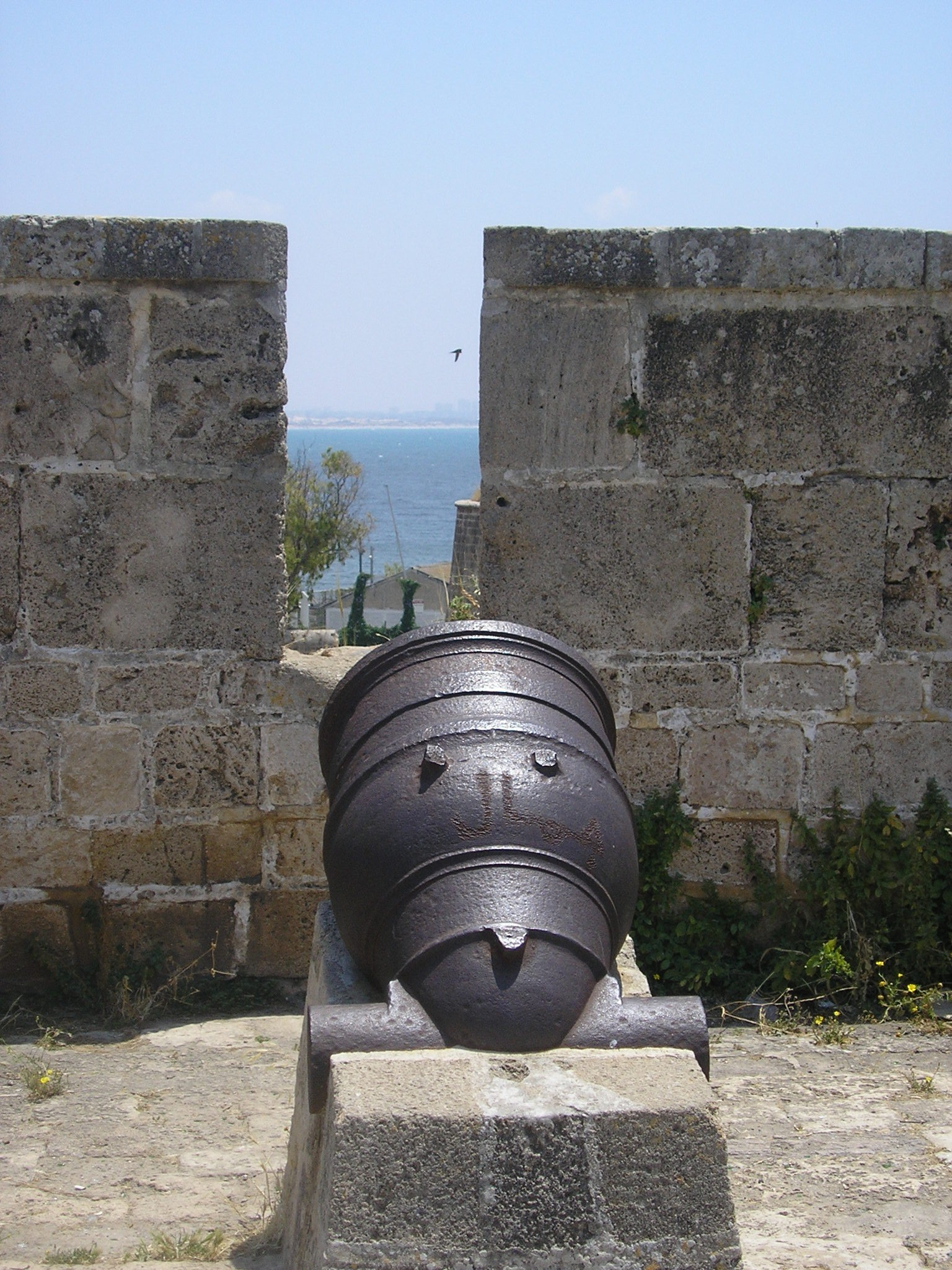
Cối Thế Kỷ 19 vẫn vậy-chỉ thay bằng gang. Cấu tạo này còn dùng trong Thế kỷ 20. Trên tường thành Acre, Israel

Súng cối là các súng có tỷ lệ chiều dài nòng/đường kính trong nòng rất nhỏ, hiện nay tỷ lệ này của súng cối khoảng 10. Súng cối không cần giá càng phức tạp nhiều, vì đặt trên đế để đẩy phản lực xuống đất, đạn đi trên không khí loãng, nên súng cối nhẹ mà bắn được đạn nặng đi xa. Nhưng súng cối bắn không chính xác nên chỉ dùng bắn đạn trái phá theo diện tích. Cho đến đầu thế kỷ 20, súng cối vẫn rất nặng nề, thuộc nhóm súng cố định. Ngày nay tỷ lệ chiều dài nòng của súng cối từ 10-15-20, nhưng này đó chỉ dưới 5.
Cối thế kỷ 19 dùng kiểu cối Coehoorn do Menno van Coehoorn (1641-1704) chế tạo lạc hậu, rất khó vận chuyển. Henri-Joseph Paixhans có cải tiến cái hãm tầm, nhưng cả hai ông không thay đổi gì nhiều các cối phổ biến trong Thế kỷ 15 được quân Thổ truyền đến châu Âu.
Cối lúc đó có nòng rất ngắn, rất dày, có ngõng. Lực giật tác động vào ngõng rồi mới đến đế chứ không qua đuôi nòng vào đế như ngày nay. Các khẩu cối cố định vẫn được tiếp tục chế tạo. Khẩu cuối cùng có lẽ là cối Little David, Mỹ, tận những cuối Thế chiến II của Thế kỷ 20.

### Đại bác bắn trái phá
Đại bác bắn trái phá, hay lựu pháo, (howitzer) là tên đặt cho loại pháo nhồi ít thuốc nổ thời cận đại, bắn đạn "đập đất", tức đạn chạm đất nẩy lên. Trái với pháo bắn thẳng chống tăng ngày nay thường nhồi nhiều thuốc. Tác dụng trên chiến trường của howitzer cũng giống pháo bắn thẳng và lựu pháo nòng ngắn ngày nay, bắn các mục tiêu nhìn thấy. Lúc đó, để bắn trái phá góc thấp không thể nhồi nhiều thuốc đẩy, sẽ làm đạn vỡ nổ ngoài ý muốn.
Lúc đó, đạn trái phá thường bắn bằng súng cối hay súng góc cao để được tầm xa, hạn chế sơ tốc (làm đạn trái phá phát nổ) và giá súng, nhưng không chính xác. Howitzer bắn đạn trái phá góc thấp để tăng khả năng sát thương bộ binh di động, sử dụng phương pháp bắn trên để tăng thêm tầm, hạn chế sơ tốc và giá pháo. Howitzer có chiều dài nòng nhỉnh hơn cối một chút. Howitzer ngày đó là tổ tiên của lựu pháo ngày nay.

### Đại bác bắn đạn xuyên
Gọi là bắn đạn xuyên nhưng thực chất đạn cầu tốc độ thấp chỉ đập vỡ được tường thành. Tuy loại pháo này vẫn như thời cổ đại nhưng cũng làm các công sự kiểu thành quách đến lúc nay lạc hậu. Tỷ lệ chiều dài nòng/cỡ nòng nay gọi là CaL hoặc L. Cấu tạo pháo bắn thẳng ngày đó rất đơn giản, chả giá pháo ngõng ngáng khối lùi gì hết, nòng-giá liên kết thành một khối đặt trên bánh, ngày nay còn gọi là "pháo giá cứng". Mỗi lần bắn, súng lùi về sau, pháo thủ lại đẩy về trước. Đạn và thuốc nhồi từ miệng nòng. Đạn bi gang dùng để công thành, sau trận đánh, khi đã chiếm được thành, người ta đi nhặt các viên đạn này dùng lại. Đạn ria đặt trong các hộp, nhồi cả hộp vào nòng, đạn ria là các mảnh gang sát thương.
Thế kỷ 19 đánh dấu việc dùng nòng gang, thép thay thế cho nòng đồng và mồi lửa hạt nổ thay thế dần cho mồi lửa ngòi châm, mồi lửa đá lửa. Súng vẫn được sản xuất thủ công, đơn chiếc và dùng thuốc nổ đen.

### Công Thành Pháo
Những khẩu Đại bác bắn đạn xuyên lớn nhất được gọi là Công Thành Pháo Siege, những khẩu pháo công thành lớn nhất thời cổ do Ấn Độ và Thổ Nhĩ Kỳ làm, nay vẫn còn. Thuận lợi của nguyên liệu Trung Á sau này thúc đẩy châu Âu hoàn thiện súng.

### Dã pháo, pháo bãi, trường pháo, nhân pháo.
Cuối Thế kỷ 18 đầu Thế kỷ 19, xuất hiện Dã Pháo field-gun, được dùng nhiều trong các cuộc chiến lớn như chiến tranh Lập Quốc Mỹ và chiến tranh của Napoleon. Dã pháo là loại pháo bắn đạn ria hay trái phá sát thương. Mục tiêu nhiệm vụ là pháo phải di chuyển theo bộ binh và thực hiện những yêu cầu của bộ binh, thường là bắn bộ binh địch và nhà cửa không kiên cố.
Pháo thường nhỏ gọn, dễ dàng được người kéo, dễ xoay hướng, không cần bắn xa. Tuy nhiên, các dã pháo đầu tiên vẫn là pháo giá cứng. Do yêu cầu như vây nên pháo tường có tầm rất gần-nòng ngắn, ngược hẳn với dã pháo hiện tại.
Dã pháo là gọi tắt của pháo dã chiến. Cũng được gọi là pháo hỗ trợ. Nhân pháo vì di chuyển bằng người.

### Hải pháoPaixhans

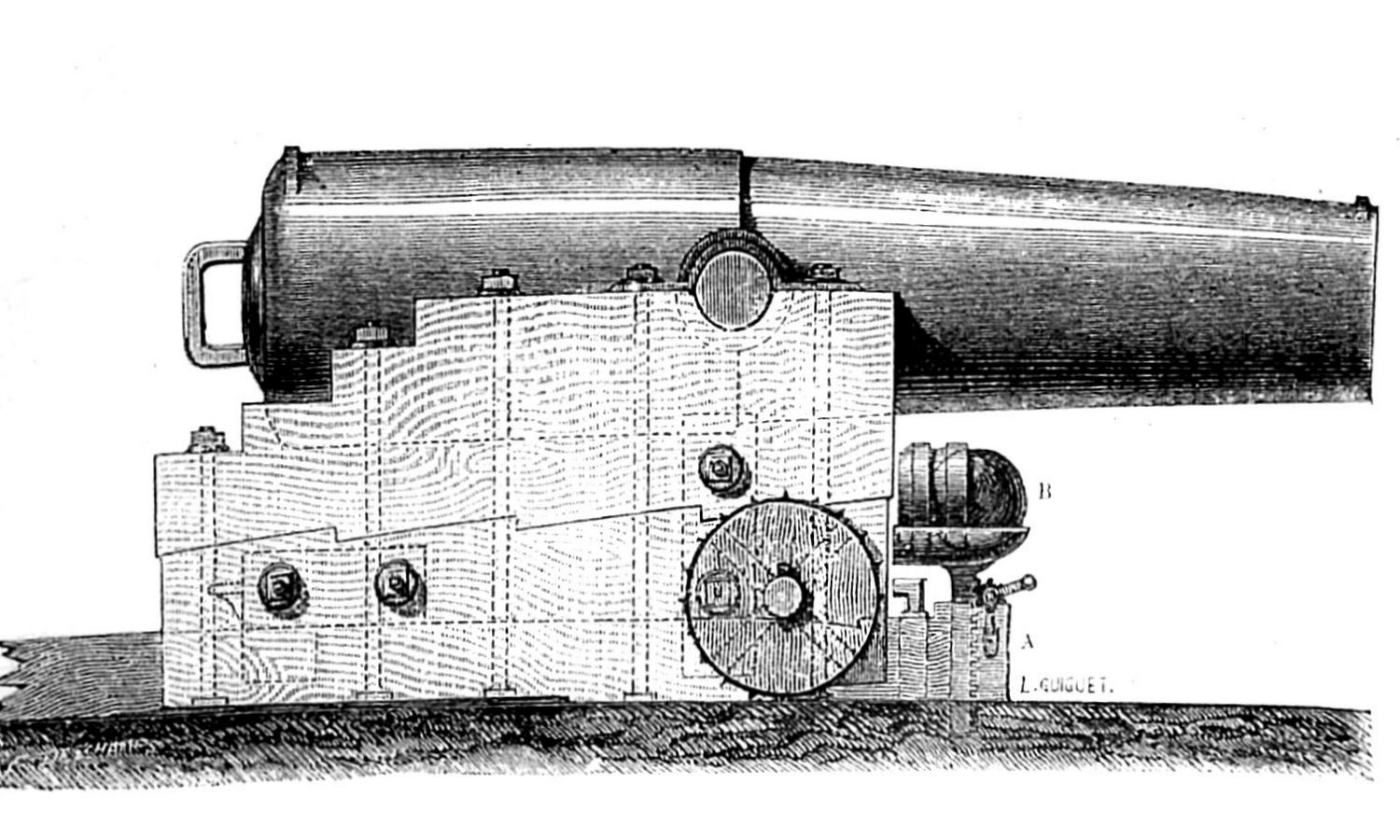
Hải pháo Henri-Joseph Paixhans trong Bảo tàng Hải quân Quốc gia Pháp, Musée national de la Marine

Hồi Nội chiến Mỹ, xuất hiện các pháo trung gian giữa thần công thời cổ và pháo hiện đại. Đây là các pháo đặt ở mũi tuần dương hạm, còn gọi là "hải pháo". Chúng có ngõng ngáng tầm hướng, có nòng xoắn, khóa nòng xoay ren. Nhưng vì chưa có thuốc nổ chậm, dùng thuốc nổ đen nên nòng rất dày, đạn cỡ nhỏ, trông khẩu súng ngắn tũn gù lưng rất xấu. Kết cấu này phát triển thành cỗ máy chiến đấu dùng súng thay thế các tuần dương hạm cổ, đó là các tàu thiết giáp.
Hải pháo gắn liền với tên tuổi Henri-Joseph Paixhans người Pháp. Ông đã tìm ra phương pháp sử dụng tối đa thuốc nổ đen trong liều phóng và trái phá để không còn sợ nổ trước như howitzer. Thử nghiệm đầu tiên năm 1824, đến năm 1840, có đơn đặt hàng đầu tiên súng nòng nặng 5 tấn. Nga là nước đầu tiên sử dụng Hải Pháo trong chiến tranh trên Biển Đen với Thổ. Trong thập niên 1840, các nước lớn Pháp, Anh, Mỹ đã đặt hàng hải pháo này theo Nga. Cùng với việc đặt trên tàu, hải pháo cũng được đặt trên các giá quay chỉnh được tầm hướng, nhưng không lùi, dùng bắn đạn hải quân, đặt trong những pháo đài dùng chống tàu. Hải pháo thừa kế "tên pháo cố định" thời cổ.
Nội chiến Mỹ đem đến cơ hội hiện đại hóa hải pháo và pháo nói chung. Các tàu quân Nam (Hiệp ước, CSS) dùng hải pháo lạc hậu hơn, tàu có giá pháo nhưng chỉ thay đổi được tầm ngắm và vẫn nạp đạn trước, không hoàn thiện giáp và tháp pháo các tàu bọc thép. Cuối thế kỷ 19 khóa nòng đã phổ biến.

### Sơn pháo, súc pháo.
Lúc đó cơ giới còn yếu, nên có sơn pháo, đấy là một pháo hạng nhẹ, nòng rất ngắn và mỏng, đặt trên giá pháo nhẹ có các bánh xe to để dễ kéo trên núi (L rất thấp, chỉ 10-20, gần như súng cối). Sơn pháo và hải pháo lúc đó thường áp dụng kỹ thuật bắn trực tiếp như pháo bắn thẳng ngày nay, tầm rất gần. Sơn pháo nhiều nơi còn gọi là pháo dã chiến, thừa kế tên "field gun"=dã pháo cổ, chỉ khác người kéo và bò kéo.
Sau Thế chiến thứ hai hình thành súng hiện đại.